# زمین‌لرزه ۲۰۲۴ نیوجرسی
در ۵ آوریل ۲۰۲۴ زمین‌لرزه‌ای به بزرگی ۴٫۸ ریشتر در نیوجرسی رخ داد. این زمین‌لرزه در شهر نیویورک، فیلادلفیا و سایر بخش‌های شمال شرقی آمریکا احساس شد ولی خسارت عمده‌ای در نیویورک یا نیوجرسی به بار نیاورد.

بر اساس گزارش سازمان زمین‌شناسی ایالات متحده آمریکا این زمین‌لرزه سومین زمین‌لرزه قوی ثبت‌شده‌ای است که در منطقه نیویورک اتفاق افتاده است.